# Idiocera (Euptilostena) supernumeraria
Idiocera (Euptilostena) supernumeraria is een tweevleugelige uit de familie steltmuggen (Limoniidae). De soort komt voor in het Oriëntaals gebied.